# Opius latistigma
Opius latistigma är en stekelart som beskrevs av Fischer 1960. Opius latistigma ingår i släktet Opius och familjen bracksteklar. Inga underarter finns listade i Catalogue of Life.